# ルイス・デュランゴ
ルイス・A・デュランゴ（Luis A. Durango、1986年4月23日 - ）は、パナマ共和国パナマ市出身の元プロ野球選手（外野手）。

## 経歴

### パドレス時代
2003年9月21日にサンディエゴ・パドレスと契約を結んだ。
2005年はルーキー級ベネズエラン・サマーリーグ・レッドソックス/パドレスで59試合に出場し、打率.342、13打点、65安打、19盗塁を記録した。
2006年はルーキー級アリゾナリーグ・パドレスで39試合に出場し、打率.378、14打点、54安打、17盗塁を記録した。
2007年はA-級ユージーン・エメラルズで69試合に出場し、打率.367、2本塁打、32打点、110安打、17盗塁を記録した。
2008年はA級フォートウェイン・ティンキャップスとA+級レイクエルシノア・ストームでプレー。A級フォートウェインでは93試合に出場し、打率.305、1本塁打、25打点、102安打、14盗塁を記録した。A+級レイクエルシノアでは17試合に出場し、打率.431、10打点、31安打、1盗塁を記録した。
2009年開幕前の3月に第2回WBCのパナマ代表に選出された。
シーズンでは開幕をAA級サンアントニオ・ミッションズで迎えた。AA級では129試合に出場し、打率.281、25打点、128安打、44盗塁を記録。9月14日にメジャーに昇格した。9月15日のアリゾナ・ダイヤモンドバックス戦でメジャーデビュー。この年は9試合に出場し、打率.545、6安打、2盗塁を記録した。
2010年3月28日にAAA級ポートランド・ビーバーズへ降格した。5月25日にメジャーに昇格した。6月2日にAAA級ポートランドへ降格した。7月16日にメジャーに再昇格した。7月24日にAAA級へ再降格した。8月21日にメジャーに再昇格した。8月28日にAAA級へ再降格した。9月7日にメジャーに再昇格した。最終的にAAA級では106試合に出場し、打率.300、24打点、109安打、35盗塁を記録した。メジャーでは28試合に出場し、打率.250、4打点、12安打、5盗塁を記録した。
2011年3月20日にAAA級ツーソン・パドレスへ降格した。61試合に出場し、打率.243、15打点、43安打、10盗塁を記録した。6月21日にDFAとなった。

### アストロズ時代
2011年6月29日にウェイバーでヒューストン・アストロズへ移籍した。7月31日にメジャーに昇格した。8月4日にAAA級オクラホマシティ・レッドホークスへ降格した。8月5日にDFAとなった。8月9日にマイナー契約を結び、AAA級オクラホマシティへ降格した。AAA級では47試合に出場し、打率.273、42安打、18盗塁だった。メジャーでは2試合に出場し、打率.167、1打点だった。オフの11月2日にフリーエージェント（FA）となった。

### ブレーブス傘下時代
2011年11月22日にアトランタ・ブレーブスとマイナー契約を結び、スプリングトレーニングには招待選手として参加することとなった。
2012年4月4日にAAA級グウィネット・ブレーブスへ配属された。132試合に出場し、打率.289、45打点、144安打、46盗塁を記録した。オフの11月2日にFAとなった。

### ホワイトソックス傘下時代
2012年11月9日にカンザスシティ・ロイヤルズとマイナー契約を結び、スプリングトレーニングには招待選手として参加することとなった。
2013年4月1日にロイヤルズを放出され、4月3日にシカゴ・ホワイトソックスとマイナー契約を結んだ。4月4日にAAA級シャーロット・ナイツへ配属された。26試合に出場し、打率.233、4打点、21安打、5盗塁を記録した。5月11日に解雇された。

### レッズ傘下時代
2013年5月13日にシンシナティ・レッズとマイナー契約を結んだ。契約後はAA級ペンサコーラ・ブルーワフーズで33試合に出場し、打率.245、4打点、6盗塁と結果を残せず、6月28日に解雇された。

### メキシカンリーグ時代
2013年7月6日にメキシカンリーグのベラクルス・レッドイーグルスと契約。25試合に出場し、打率.318、1本塁打、14打点、35安打、13盗塁を記録した。
2014年はいずれの球団とも契約せず。
2015年2月7日にメキシカンリーグのタバスコ・キャトルメンと契約を結んだ。105試合に出場し、打率.304、21本塁打、29打点、130安打、35盗塁を記録した。
2016年もタバスコ・キャトルメンと契約したが、4月12日に解雇された。

### 独立リーグ時代
2018年はアメリカン・アソシエーションのスーシティ・エクスプローラーズと契約した。100試合に出場し、打率.303、0本塁打、34打点、24盗塁の成績だった。
2019年1月15日に交換トレードでカナディアン・アメリカン・リーグのケベック・キャピタルズに移籍したが、公式戦に出場することなく退団した。

## 詳細情報

### 年度別打撃成績
| 年 度    | 球 団    | 試 合 | 打 席 | 打 数 | 得 点 | 安 打 | 二 塁 打 | 三 塁 打 | 本 塁 打 | 塁 打 | 打 点 | 盗 塁 | 盗 塁 死 | 犠 打 | 犠 飛 | 四 球 | 敬 遠 | 死 球 | 三 振 | 併 殺 打 | 打 率 | 出 塁 率 | 長 打 率 | O P S |
| -------- | -------- | ----- | ----- | ----- | ----- | ----- | -------- | -------- | -------- | ----- | ----- | ----- | -------- | ----- | ----- | ----- | ----- | ----- | ----- | -------- | ----- | -------- | -------- | ----- |
| 2009     | SD       | 9     | 14    | 11    | 3     | 6     | 0        | 0        | 0        | 6     | 0     | 2     | 1        | 1     | 0     | 2     | 0     | 0     | 2     | 0        | .545  | .615     | .545     | 1.161 |
| 2010     | SD       | 28    | 53    | 48    | 8     | 12    | 0        | 0        | 0        | 12    | 4     | 5     | 0        | 1     | 0     | 4     | 0     | 0     | 7     | 3        | .250  | .308     | .250     | .558  |
| 2011     | HOU      | 2     | 7     | 6     | 0     | 1     | 0        | 0        | 0        | 1     | 1     | 0     | 0        | 0     | 0     | 1     | 0     | 0     | 1     | 0        | .167  | .286     | .167     | .452  |
| MLB：3年 | MLB：3年 | 39    | 74    | 65    | 11    | 19    | 0        | 0        | 0        | 19    | 5     | 7     | 1        | 2     | 0     | 7     | 0     | 0     | 10    | 3        | .292  | .361     | .292     | .653  |

- 2018年度シーズン終了時

### 年度別守備成績
| 年 度 | 球 団 | 中堅（CF） | 中堅（CF） | 中堅（CF） | 中堅（CF） | 中堅（CF） | 中堅（CF） | 左翼（LF） | 左翼（LF） | 左翼（LF） | 左翼（LF） | 左翼（LF） | 左翼（LF） |
| 年 度 | 球 団 | 試 合      | 刺 殺      | 補 殺      | 失 策      | 併 殺      | 守 備 率   | 試 合      | 刺 殺      | 補 殺      | 失 策      | 併 殺      | 守 備 率   |
| ----- | ----- | ---------- | ---------- | ---------- | ---------- | ---------- | ---------- | ---------- | ---------- | ---------- | ---------- | ---------- | ---------- |
| 2009  | SD    | 1          | 1          | 1          | 0          | 0          | 1.000      | 1          | 2          | 0          | 0          | 0          | 1.000      |
| 2010  | SD    | 10         | 17         | 2          | 1          | 0          | .950       | -          | -          | -          | -          | -          | -          |
| 2011  | HOU   | 2          | 3          | 0          | 0          | 0          | 1.000      | -          | -          | -          | -          | -          | -          |
| 通算  | 通算  | 13         | 21         | 3          | 1          | 0          | .960       | 1          | 2          | 0          | 0          | 0          | 1.000      |

- 2018年度シーズン終了時

### 背番号
- 3 （2009年 - 2011年）

### 代表歴
- 2009 ワールド・ベースボール・クラシック・パナマ代表